# 640'erne
Århundreder: 6. århundrede – 7. århundrede – 8. århundrede
Årtier: 590'erne 600'erne 610'erne 620'erne 630'erne – 640'erne – 650'erne 660'erne 670'erne 680'erne 690'erne
År: 640 641 642 643 644 645 646 647 648 649